# Palaeomolis albovittata
Palaeomolis albovittata là một loài bướm đêm thuộc phân họ Arctiinae, họ Erebidae.